# Maxx
Maxx (Max-imum-x-tasy) egy 90-es évekbeli eurodance duó, kinek legismertebb slágere a Get-A-Way, a No More (I Can’t Stand It) és a You Can Get It című dalok.
A csapat 1993-ban Berlinben alakult David Brunner zeneszerzővel, aki korábban Hitman néven tevékenykedett, valamint Jürgen Wind (George Torpey) zeneszerzővel. A Maxx kezdeti kétéves pályafutásában (1993-1995) között énekesnőt cserélt. Sikeres pályafutásuk alatt Európa szerte hírnévre tettek szerint, majd 1995 végén feloszlottak. 22 év múlva Maxx bejelentette visszatérésüket.

## Története
Amikor 1993 októberében megjelent a Get-A-Way című kislemez, gyorsan népszerűvé váltak Németországban, ahol Top 10-es sláger lett. A dal az Egyesült Királyságban, Ausztriában, Svédországban, Hollandiában is nagy siker volt, benne volt a legjobb 5 helyezettben. Top 10-es sláger lett Svájcban és Norvégiában. Németországban arany, míg az Egyesült Királyságban ezüst státuszt kapott a zenekar az eladások alapján.
1994 közepéig a Get-A-Way című kislemezből 1,1 millió eurónyi profitot termeltek. Gary Bokoe rapper és Samira Basic énekesnő azután érkezett a duóba, miután Alice Montana távozott. Ő látható a Get-A-Way videóklipjében is. A soron következő sláger a No More (I Can't Stand It) már az új énekesnővel készült (Linda Meek) el, és az előzőhöz hasonlóan ez a dal is európai sláger lett.
Első, és máig egyetlen albumuk To The Maxximum címmel jelent meg 1994 júniusában. Az albumról még a You Can Get It című dal lett slágerlistás helyezést ért el az Egyesült Királyságban, Finnországban is. Később Maxx felvett egy dalt Power Of Love címmel, mely 1994 novemberében debütált a Bravo Dance X-Mas karácsonyi összeállításon.
1995 elejéig a Maxx sikere gyorsan elkezdett halványodni, a csapat azon küzdött, hogy új dalokat készítsen, és meg is jelent 1995 májusában 4. kislemezként az I Can Make You Feel Like című dal, ami csak az angol kislemezlistára került fel, ahol 56. helyet érte el. Később megjelent a Move Your Body című kislemez, mely nem album dal volt, azonban a színfalak mögött álló feszültségek miatt a duó 1995-ben feloszlott.
A duó Budapesten forgatta You Can Get It című videóklipjét, melyben a Hősök tere is látható.

## Diszkográfia

### Stúdióalbum
| Cím             | Album megjelenés                                                  | Slágerlistás helyezés | Slágerlistás helyezés | Slágerlistás helyezés | Slágerlistás helyezés | Slágerlistás helyezés | Slágerlistás helyezés | Slágerlistás helyezés |
| Cím             | Album megjelenés                                                  | GER                   | AUT                   | FIN                   | NETH                  | SWE                   | SWI                   | UK                    |
| --------------- | ----------------------------------------------------------------- | --------------------- | --------------------- | --------------------- | --------------------- | --------------------- | --------------------- | --------------------- |
| To The Maxximum | - Megjelent: 1994 június 22 - Label: Blow Up - Formátum: LP,CD,MC | 22                    | 32                    | 6                     | 25                    | 10                    | 29                    | 66                    |

### Kislemezek
| Dal                          | Év   | Legmagasabb helyezés | Legmagasabb helyezés | Legmagasabb helyezés | Legmagasabb helyezés | Legmagasabb helyezés | Legmagasabb helyezés | Legmagasabb helyezés | Legmagasabb helyezés | Legmagasabb helyezés | Legmagasabb helyezés | Díjak, jelölések         | Album           |
| Dal                          | Év   | GER                  | AUT                  | FIN                  | FRA                  | IRE                  | NETH                 | NOR                  | SWE                  | SWI                  | UK                   | Díjak, jelölések         | Album           |
| ---------------------------- | ---- | -------------------- | -------------------- | -------------------- | -------------------- | -------------------- | -------------------- | -------------------- | -------------------- | -------------------- | -------------------- | ------------------------ | --------------- |
| "Get-A-Way"                  | 1993 | 11                   | 3                    | 5                    | 15                   | 8                    | 3                    | 8                    | 3                    | 8                    | 4                    | - GER: Arany - UK: Ezüst | To The Maxximum |
| "No More (I Can't Stand It)" | 1994 | 10                   | 9                    | 2                    | 16                   | 11                   | 6                    | 8                    | 4                    | 12                   | 8                    |                          | To The Maxximum |
| "You Can Get It"             | 1994 | —                    | 25                   | 13                   | 28                   | —                    | 32                   | —                    | 37                   | —                    | 21                   |                          | To The Maxximum |
| "I Can Make You Feel Like"   | 1995 | —                    | —                    | —                    | —                    | —                    | —                    | —                    | —                    | —                    | 56                   |                          | To The Maxximum |
| "Move Your Body"             | 1995 | —                    | 18                   | 15                   | —                    | —                    | —                    | —                    | —                    | —                    | —                    |                          | Nem album dal   |
| "Get-A-Way (Reloaded)"       | 2017 | —                    | —                    | —                    | —                    | —                    | —                    | —                    | —                    | —                    | —                    |                          | Nem album dal   |